# 프란시스코 데 케베도

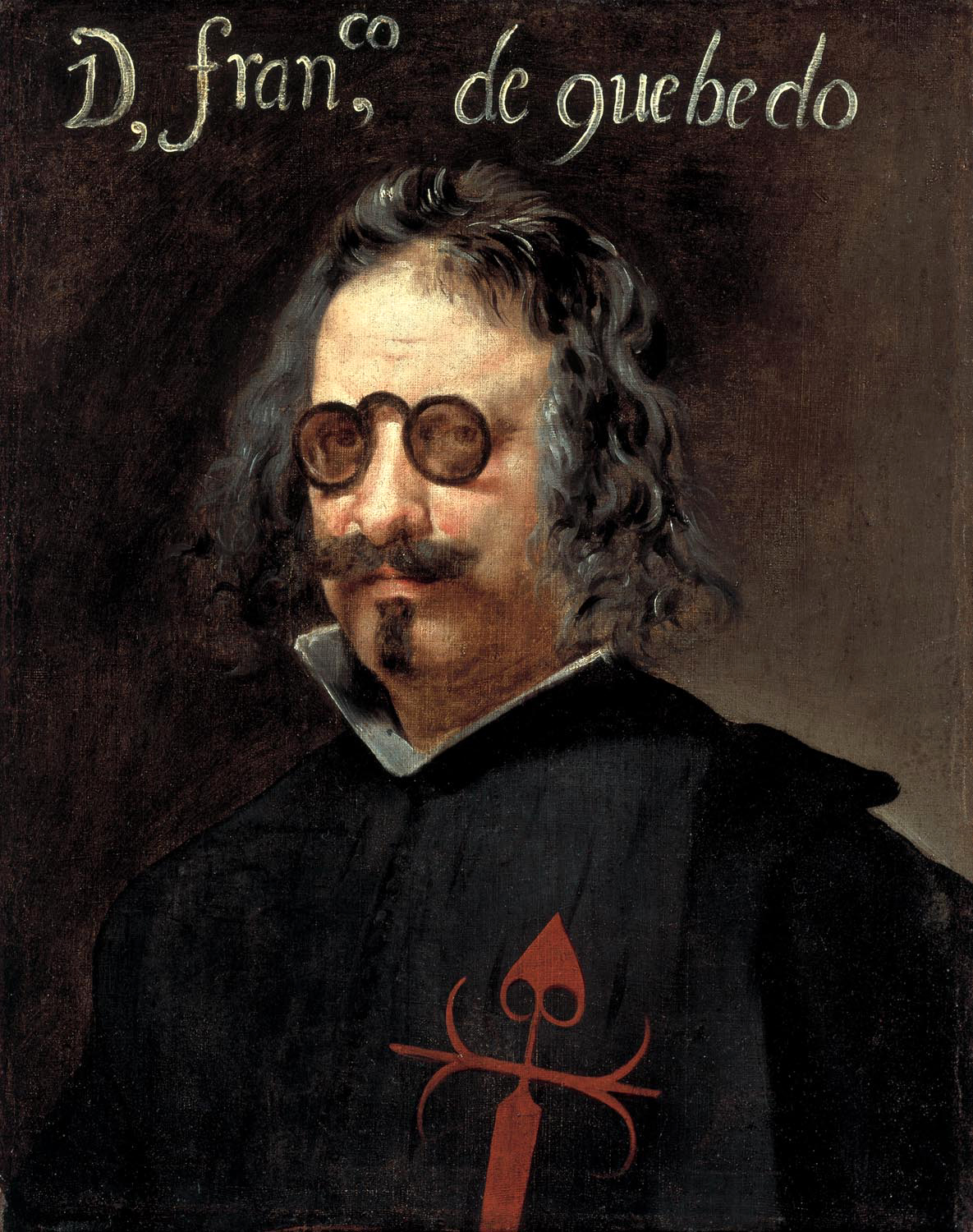

프란시스코 데 케베도(Francisco de Quevedo, 본명: 돈 프란시스코 데 케베도 이 비예가스/Francisco Gómez de Quevedo y Santibáñez Villegas, 1580년 9월 14일 ~ 1645년 9월 8일)는 에스파냐 ‘황금세기’의 작가이다.
시대의 양상을 체현(體現)한 것처럼 복잡하고 모순에 찬 성격의 천재적 작가로 여러 방면에 걸쳐 눈부신 활동을 했다. 우선 시 분야에서 그는 엄격한 소네트를 썼으며, 시닉하고 자유분방한 소곡으로 속물근성을 날카롭게 공격하기도 했다. 산문 분야에서는 철학자·신학자·모랄리스트·비평가·소설가 등 다양했으며 작품들 가운데 특히 <꿈>과 <엘 부스콘>이 유명하다. 전자는 풍자로 채워진 산문집으로 그 시대의 여러 가지 인물·풍속·사건 등을 야유하고 있다. 후자는 ‘피카레스크 소설’의 걸작. ‘부스콘’이란 말은 사기꾼 정도의 의미에 해당된다.

## 개요
17세기 세계 문학사에서도 손꼽히는 스페인의 대표 작가이다. 그는 1580년 마드리드에서 태어나서 1645년 비야누에바 데 로스 인판테스에서 65세의 나이로 세상을 떠났다. 그의 아버지 페드로 고메스 데 케베도 비예가스는 스페인 왕 펠리페 2세의 부인인 아나 마리아 왕비의 비서였고, 어머니 마리아 산티바녜스는 궁정에서 왕비를 모셨다. 케베도는 초중등과정을 예수교단이 운영하는 제국 학교에서 이수했고 대학 과정은 알칼라 데 에나레스 대학교에서 마쳤다. 라틴어와 그리스어, 신학 등 다양하고도 광범위한 학문을 통해 박식한 인문주의자로 성장한 그는 시칠리아에서 나폴리 태수로 있던 친구 오수나 공작의 재무 관리인으로 일했다. 정치상의 위험한 음모와 모함 속에서 살았기에 어떤 때는 목숨을 구하기 위해 거지로 분장하고 베네치아로 도망하기도 했다. 54세인 1634년에 에스페란사 데 멘도사라는 미망인과 결혼했으나 단 몇 달 만에 헤어졌다. 그가 살았던 시기는 스페인 역사상 제국주의 이상의 좌절, 정치적 불안, 사회 부패, 전염병, 기근 등으로 얼룩진 위기의 시대였다. 그는 이러한 위기의 시대를 살면서 그 시대의 어둠을 작품 속에서 때로는 장엄하게 때로는 애절하게 또 때로는 장난스럽게 증언했다. 그래서 그의 작품에는 적나라한 풍자와 조소가 있는가 하면, 때로는 서글플 정도의 감상이 드러나기도 한다.